# Бо Бернам
Роберт Пикеринг "Бо" Бернам (Хамилтон, Масачусетс, 21. август 1990) амерички је комичар, музичар, глумац, редитељ, сценариста и песник. Каријеру је започео као Јутјубер у марту 2006, а његови видео-снимци су сакупили преко 300 милиона прегледа. 

## Младост и образовање
Рођен је 21. августа као најмлађе од троје деце Скота Бернама, власника грађевинске фирме, и Патрише, медицинске сестре. Завршио је средњу школу у Денверсу, где је био активан у позоришту и програму служења у кампусу. У почетку је желео да изучава експериментално позориште, али је ипак одлучио да гради каријеру комичара. 

## Каријера

### Почеци
Године 2006. Бернам је снимио себе у извођењу двеју песама, које је потом објавио на Јутјубу. Убрзо је постао популаран на Јутјубу, Break.com и другим сајтовима. Певајући уз гитару или клавијатуру, изводио је песме о расној дискриминацији, инавлидитету Хелен Келер, хомосексуалности итд. Бернам описује своју личност на сцени као "арогантнију верзију себе". У једном интервјуу је изразио своје поштовање и наклоност према хип-хоп музици. У Лондону је снимио наступ за Комеди Сентрал и потписао четворогодишњи уговор са Комеди Сентрал Рекордс. Тада објављује свој први ЕП, 6 песама Bo of Sho. 
Имао је наступе у Сан Франциску и Њујорку. У августу 2010. номинован је за најбољег комичара ("Best Comedy Show") након свог перформанса "Words, words, words". 21. маја 2010. године је, под тим називом, снимио свој први једносатни стенд-ап специјал, који је емитован 16. октобра 2010. у програму на Комеди Сентрал. Други део програма, под називом "What" реализован је и на Нетфликсу и на Јутјубу.
Године 2010. је продуцирао и глумио у филму "Zach Stone Is Gonna Be Famous".

## Пробој
Током наступа на фестивалу у Монтреалу "Just for Laughs" сусрео се са редитељем и продуцентом Џуд Апатовим. Тог септембра је преговарао са Универсал Пиктурес како би написао музику за филм Апатова. 
Режирао је свој први дугометражни филм "Eighth Grade", премијерно приказан у јануару 2018.
2020. године појавио се у филму "Promising Young Woman" заједно са Кери Малиган. 
У марту 2021. објављено је да ће Бо играти легенду Бостон Селтикса, Лери Берда, у ХБО драми Адама МакКеја "Showtime: Magic, Kareem, Riley, and the Los Angeles Lakers Dynasty of the 1980s".

## Посао

### Турнеје
| Година  | Назив                       | Референце |
| ------- | --------------------------- | --------- |
| 2009    | Bo Burnham: Fake ID Tour    | [ 12 ]    |
| 2010    | Bo Burnham and (No) Friends | [ 13 ]    |
| 2011-12 | Bo Burnham Live             | [ 14 ]    |
| 2013    | Bo Burnham: what. Tour      | [ 15 ]    |
| 2015-16 | Bo Burnham: Make Happy Tour | [ 16 ]    |

### Дискографија
| Година | Назив               | Напомене        | Издавачка кућа         | Референце |
| ------ | ------------------- | --------------- | ---------------------- | --------- |
| 2008   | Bo fo Sho           | EP албум        | Комеди Централ Рекордс | [ 7 ]     |
| 2009   | Bo Burnham          | Студијски албум | Комеди Централ Рекордс | [ 17 ]    |
| 2010   | Words, Words, Words | Студијски албум | Комеди Централ Рекордс | [ 18 ]    |
| 2013   | what                | Студијски албум | Комеди Централ Рекордс | [ 19 ]    |